# Orlice (heraldika)

Orlice v moravském znaku: moravská orlice (stříbrno-červeně šachovaná orlice se zlatou korunou, zlatým jazykem a zlatou zbrojí v modrém poli)

Přemyslovský erb - plamenná orlice

Pojmem orlice se v heraldice rozumí vyobrazení figury orla, který má jednu hlavu, přičemž figura se dvěma hlavami je nazývána orel. Ženský tvar „orlice“ (místo (jednohlavý) orel) je zvláštností českého heraldického názvosloví.
Zvláštním případem orlice je tzv. plamenná orlice, která se vyskytuje v erbu české knížecí a královské dynastie Přemyslovců, někdy se označuje také jak orlice svatováclavská. Objevuje se také ve znacích některých měst.

## Historické souvislosti
Použití symbolu orlice zasahuje až do praindoevropského společenství, kde byl orel pro svou sílu spjat s nejvyšším bohem praindoevropského pantheonu – Diause, známého později v Řecku pod jménem Zeus a v Římě jako Jupiter.
Orel byl rovněž ve starořímském náboženství považován za posla boha Jupitera. Jako symbol síly se stal také emblémem římských legií, vyobrazení rozpřažené orlice bylo součástí standarty každé legie.

Slezská orlice (černá orlice se stříbrným perisoniem na zlatém poli)

Ve Starověkém Římě se orlice stala také znakem císaře jako vrchního velitele armády a následně znakem Římské říše jako celku. Po vzniku Konstantinopole začal být na základě nově vzniklého duálního charakteru císařství (latinský Západ a řecký Východ) užíván symbol (dvouhlavého) orla: levá hlava symbolizovala Řím a pravá Konstantinopol.
Znak orla se pak stal znakem Byzantské říše, která se nikdy nevzdala postulátu vlády nad upadlou západní částí říše. Odsud byl mechanicky převzat jinými státy, např. Ruskem.
Znak orlice naopak navazuje na tradici předpokládající rozpad říše na dvě části, stal se erbem Karla Velikého a následně Svaté říše římské (do roku 1433). V současnosti je častou figurou ve státních znacích, například České republiky (moravská orlice) nebo Polska.